# Федеральна політехнічна школа Лозанни
Федеральна політехнічна школа Лозанни (фр. École polytechnique fédérale de Lausanne) — політехнічний університет в місті Лозанна, Швейцарія. Разом з Федеральною вищою технічною школою Цюриха є одним з двох федеральних технічних університетів країни. Університет розташований поза містом біля Женевського озера та поруч з Лозаннським університетом.
У одній з будівель політехнічної школи розташований дослідницький ядерний реактор CROCUS.

## Факультети
- Факультет базових наук
- Факультет інженерних наук та технологій
- Факультет природних, архітектурних та штучних середовищ
- Факультет інформатики та комунікацій
- Факультет біологічних наук
- Факультет менеджменту технології
- Коледж гуманітарних наук

## Відомі викладачі
- Вязовська Марина Сергіївна — математик з України;
- Жак Дюбоше — нобелівський лауреат з хімії (2017);
- Нінослав Маріна — ректор університету Охрида.